# Epístenes
Epístenes (en llatí Episthenes, en grec antic Ἐπισθένης) fou un militar grec nascut a Amfípolis, que es va enrolar com a mercenari a l'Expedició dels deu mil i va dirigir els peltastes a la batalla de Cunaxa. Xenofont diu d'ell que era un oficial molt hàbil. El torna a mencionar dirigint als grecs durant el seu pas per Armènia.